# The Boy in the Plastic Bubble
The Boy in the Plastic Bubble is een Amerikaanse televisie-film uit 1976 met in de hoofdrol John Travolta. De film is gebaseerd op de levens van David Vetter en Ted DeVita die door een ziekte geen immuunsysteem aan konden maken. De film is een van de succesvolste televisiefilms ooit gemaakt en het idee werd later meermaals gebruikt, onder andere voor enkele afleveringen van Seinfeld, de komische remake van de film genaamd Bubble Boy en de Reality serie DanceMoms. De film bevindt zich momenteel in het publiek domein.

## Verhaal
John Travolta speelt Tod Lubitsch, een jongen die is geboren zonder immuunsysteem en daarom moet leven in een ziektevrije plastic ruimte. Ondanks zijn beperkingen probeert hij zo normaal mogelijk te leven door bijvoorbeeld naar school te gaan in een luchtdicht pak. Maar ondanks alles merkt hij de moeite die hij heeft om er bij te horen en het buurmeisje op wie hij al jaren verliefd is te krijgen.

## Rolverdeling
| Acteur                | Personage           |
| --------------------- | ------------------- |
| John Travolta         | Tod Lubitch         |
| Seth Wagerman         | Tod als driejarige  |
| Glynnis O'Connor      | Gina Biggs          |
| Karri Kirsch          | Gina als driejarige |
| Kimberly Kirsch       | Gina als driejarige |
| Robert Reed           | Johnny Lubitch      |
| Diana Hyland          | Mickey Lubitch      |
| Ralph Bellamy         | Dr. Gunther         |
| P.J. Soles            | Deborah             |
| Kelly Ward            | Tom Shuster         |
| Vernee Watson-Johnson | Gwen                |
| Anne Ramsey           | Rachel              |
| Erna Foxworth         | buurvrouw           |